# Сатурн
Сатурн (симбол: ♄) је шеста планета у Сунчевом систему. Сатурн је удаљен 9,54 АЈ или 1429400000  од Сунца, има пречник 120536  (екватор) и масу 5,68 × 1026 . Сатурн је по величини друга планета Сунчевог система након Јупитера. Обиђе Сунце за 29,5 година на средњој удаљености 1,426 · 109 km. Тело му је знатно спљоштено (екваторски пречник 120 536 , поларни пречник 108 728 ), тако да је најспљоштенији међу планетама. Маса му је 95 пута већа од Земљине. Једина је планета чија је густина мања од густине воде (690 ).
Сатурн се састоји претежно од водоника и хелијума (једнак однос као код Јупитера). Испод гасовите атмосфере простире се слој молекуларног водоника с нешто замрзнуте материје (у којој има трагова метана, амонијака и другог), затим слој металнога водоника, те средиште са стеновитим језгром. Температура је у средишту врло висока (12 000 ), па је то Сатурнов извор енергије упоредив с енергијом коју прима Сунчевим зрачењем; температуре облачнога слоја износи –130 °C, док би температура само због доприноса Сунчевог зрачења била –170 °C. У атмосфери се примећују светлији и тамнији облаци упоредни с екватором, мање истакнути него код Јупитера, јер се, због ниже температуре, стварају ближе средишту планете. Међу облацима се опажају вртлози, као Велика бела пега. Инфрацрвено зрачење открива топлији поларни вртлог, врућу пегу. Брзина ветра износи до 500 m/s. У екваторском подручју планета се врти с периодом од 10  14 , а средиште се, према подацима прикупљенима помоћу радио таласа, врти с периодом од 10 сати 39 минута и 22 секунде s. Сатурн има пространо магнетно поље, чији је магнетни момент 600 пута већи од Земљиног, а магнетна индукција на површини износи око 50 . За разлику од Јупитера, оса вртње му је приметно нагнута. Око Сатурна забележено је 62 природна сателита, од којих је 7 заокружено деловањем властите гравитације (у стварности има их више од 150). Неки од њих су (по удаљености од средишта планета): 
Пан, Атлас, Прометеј, Пандора, Епиметеј, Јан, Мимас, Енкелад, Тетида, Телесто, Калипсо, Диона, Хелена, Реја, Титан, Хиперион, Јапет, Феба.
Карактеристика Сатурна су прстенови који га опасују у 7 појасева, а сваки прстен носи слово абецеде од А до Ф. Размаци између појасева носе имена по астрономима који су их открили (Касини, Гверин, Хајгенс, Максвел, Енке). Као и Јупитер, Сатурн има много сателита. Осим сателита, у равнини Сатурновог екватора кружи огроман број сателитских честица, које чине концентричне прстене. Сатурнове прстене је први видео Кристијан Хајгенс 1655. Главни се део прстена, пречника 275 000 , дели на прстен А (спољашњи) и прстен Б (средњи), између којих је Касинијева пукотина, те прстен Ц (унутрашњи). Прстен Д налази се најближе планети, док се дале од главног дела налази танак прстен Ф (састављен од врпци), шири прстен Г и најшири Е, усред кога се креће природни сателит Енкелад. Дебљина главног дела прстена је 1 . Чине га углавном ледене и донекле стеновите честице, обим којих се креће од праха па до тела метарскога пречника. На облик и деловање прстена утичу сателити својом гравитацијом.
Сатурн одбија око 47% Сунчеве светлости (албедо 0,47). Сатурн се при просечној опозицији (када је најближи Земљи) види под углом од 20 лучних минута, а магнитуда му је у просеку 0,7 (у најбољим околностима: 0,43). Сатурн је један од најсветлијих објеката на небу (иза Сунца, Месеца, Јупитера и Венере) па је зато и познат од давнина. Мали телескоп је довољан да се запазе прстени. Сунчева расвета на Сатурну је око 100 пута мања него на Земљи. Равнотежна температура коју би имао због Сунчеве расвете, 90 К, нижа је од измерене просечне температуре, 95 - 105 , условљене властитим извором енергије. Сјај Сатурна мења се како се мења видљивост прстена. Сатурн су истраживале летилице Пионир 11 (1979), Војаџер 1 (1980), Војаџер 2 (1981), а вештачким сателитом постала је свемирска летелица Касини—Хајгенс, у јулу 2004.
Сатурн је у римској митологији отац врховног бога Јупитера, док је у грчкој митологији познат као Кронос.

## Физичке особине
Сатурн је спљоштен на половима и проширен на екватору, па има облик елипсоида. Разлика између екваторског и поларног пречника је 10% (120,536  према 108,728 ), што је последица брзе ротације планете. Друге гасовите планете (Јупитер, Уран, Нептун) су такође спљоштене, али не толико као Сатурн. Просечна густина Сатурна је 0,69 g/cm3 због чега је једина планета у Сунчевом систему чија је просечна густина мања од густине воде.
Један Сатурнов обилазак око Сунца траје 29,35 година, док један окретај око осе траје у просеку 10 сати, 39 минута и 25 секунди.

### Атмосфера
Сатурн нема јасно изражене појасеве као Јупитер, барем не у видљивом делу спектра. Разлог томе је слој измаглице који спречава поглед у дубину. Фотографије у инфрацрвеном светлу показују појасеве много израженијим. Сатурнова атмосфера углавном се састоји од водоника (93%) и хелијума (5%), уз нешто осталих једињења.
Сатурнова атмосфера показује тракаст образац сличан Јупитеровој,али Сатурнове траке су много слабије и много шире у близини екватора.
Номенклатура која се користи за описивање Сатурнове атмосфере је иста као на Јупитеру.Сатурнови финији обрасци облака нису примећени све до пролета свемирске сонде Војаџер 1 током 1980-их .Од тада земаљска телескопија је побољшана до тачке у којој се могу вршити редовна посматрања.
Састав облака варира са дубином и повећањем притиска.На највишим висинама,са температурама у распону од 100-160 К и притисцима који се протежу између 0,5-2 бара су облаци сачињени од амонијачног леда Облаци од воденог леда почињу на висини где је притисак око 2,5 бара и протежу се до 9,5 бара,где се температуре крећу од 185 до 270 К.У овом слоју је измешана трака леда амонијум-хидросулфида која лежи у опсегу притиска 3-6 бара са температурама од 190 - 235 К . Коначно, нижи притисак је 1 бар и температуре нижег слоја су 270 - 330 К и садржи облаке сачињене од воде помешане са амонијаком.
Сатурнова обично блага атмосфера повремено показује дуговечне овалне и друге карактеристике уобичајене на Јупитеру.Године 1990. свемирски телескоп Хабл снимио је огроман бели облак у близини Сатурновог екватора који се налазио на географској ширини  од 23° до 35° степени северне географске ширине који није био присутан током сусрета са Војаџером ,а 1994 уочена је још једна мања олуја.
Олуја из 1990. била је пример Велике беле пеге, краткотрајног феномена који се јавља једном сваке Сатурнове године, отприлике сваких 30 Земаљских година,око летњег солстиција на северној хемисфери.
Претходне велике беле пеге примећене су 1876,1903, 1933 и 1960. године, док је олуја из 1933. била најбоље примећена.
Истраживачи су користили телескоп Вери Ларге Арраи за проучавање Сатурнове атмосфере и известили да су пронашли ,,дуготрајне,, трагове свих џиновских олуја на средњим географским ширинама мешавину екваторијалних олуја старих и до неколико стотина година.Ветрови на Сатурну су други по брзини међу планетама Сунчевог система,после Нептунових.
Подаци са Војаџера указују на брзе источне ветрове брзине од 500 m/s (1800 km/h).
На сликама са свемирске летелице Касини током 2007 године Сатурнова северна хемисфера је показивала јарко плаву нијансу, сличну Урану. Боја је највероватније настала Рејлијевим расејањем.
Термографија је показала да Сатурнов јужни пол
има топли поларни вртлог, једини познати пример такве појаве у Сунчевом систему.Док су температуре на Сатурну обично - 185°С температуре на вртлогу често достижу чак - 122°С за које се сумња да је најтоплија тачка на Сатурну.
Док је Војаџер 2 био иза Сатурна, његови радио-сигнали су на путу према Земљи прошли кроз горње слојеве атмосфере, што је омогућило мерење густине и температуре тих слојева. Најнижа температура, од 82 , је измерена на нивоу с притиском од 70 милибара. На 100 милибара, температуре испод северног пола су биле око 10  ниже од оних на умереним ширинама.

### Особине унутрашњости планете
Сатурнова унутрашњост је слична Јупитеровој и састоји се од камено-леденог језгра, масе 20 пута веће од Земљине. На језгру се наставља слој металног водоника изнад којег је слој молекуларног водоника. Метални водоник, назван тако због особина које водоник поприми при великом притиску, много је дубље него што је то случај код масивнијег Јупитера. Сатурн је по саставу 75% водоник и 25% хелијум, с траговима воде, метана и амонијака. Тај састав приближно одговара саставу првобитног облака од којег је и настао Сунчев систем.
Сатурнова унутрашњост је врућа, температуре у средишту су чак 12.000 , па Сатурн, као и Јупитер и Нептун, више енергије зрачи у свемир него што је прима од Сунца. Равнотежна температура (она коју би имао да га греје само Сунце) за Сатурн износи 90 , али је стварна температура његових спољних делова 95-105 .
Већа температура се може објаснити Келвин-Хелмхолцовим механизмом (потенцијална енергија гравитационог поља сажимањем прелази у топлотну), што ипак није довољно објашњење за сву произведену енергију. Према мерењима Војаџера 1, само 7% запремине Сатурна чине атоми хелијума (водоник преовладава), за разлику од 11% код Јупитера. С обзиром да модели предвиђају подједнаке мере код оба планета претпоставља се да хелијум полако тоне према средишту, те да је то узрок веће температуре. Капљице хелијума приликом свога пада кроз атмосферу стварају трење којим се ослобађа топлота.

### Магнетосфера
Сатурн, као и остали гасовити дивови, има јако магнетско поље које се протеже до удаљености око 20 до 35 Сатурнових полупречника. Ипак, Сатурново поље је неупоредиво слабије од Јупитеровог, првенствено због мање количине проводног материјала („метални” водоник је много дубље), па је на рубовима планета по јачини отприлике једнако магнетском пољу на површини Земље. Оса магнетског поља се готово поклапа са осом ротације планете (угао је мањи од 1°).
Величина Сатурнове магнетосфере знатно се мења с интензитетом сунчевог ветра, а и реп Јупитерове магнетосфере знатно утиче на Сатурново магнетско поље. Радио-емисије са Сатурна утихнуле су између посета Војаџера 1 (новембар 1980) и Војаџера 2 (август 1981), што би могла бити последица уласка Сатурна у Јупитерову магнетосферу (иако нема чврстих доказа).
На Сатурново магнетско поље утиче  и његов сателит Диона. Позитивни јони водоника и кисеоника (H+ и О+) настали након разбијања молекула воде избијених с површине Дионе и Тетиса чине унутрашњи торус који се протеже до удаљености од 400.000  од средишта Сатурна. На унутрашњи торус се наставља подручје плазме које се протеже до удаљености од 1.000.000 .
Као и на Земљи, међуделовање магнетосфере, атмосфере и сунчевог ветра ствара величанствену поларну светлост.

## Сатурнови прстенови
Сатурн је препознатљив по својим прстеновима, који су лако видљиви и кроз мали телескоп. Познати су још од времена кад је Галилео Галилеј први употребио телескоп у астрономске сврхе. Прстенови су означавани словима абецеде, према редоследу откривања. Састоје се од леда, силикатних стена и оксида гвожђа. Простиру се од 6.630  до 120.700  изнад Сатурновог екватора.
Прстенови нису једно тело. Још је Џејмс Клерк Максвел 1857. године доказао да прстенови не могу бити једно тело, већ безброј самосталних честица, што је касније доказано спектроскопским мерењима. Помоћу Доплеровог ефекта је потврђено да се честице ближе Сатурну крећу брже од оних даљих. Честице прстенова су разних величина: од 100-метарских тела до микрометарске прашине. Вероватно постоји и неколико тела величине пар километара. Прстенови су грађени од леда и нешто камења, па имају врло висок албедо (око 0,7).
Сатурнови прстенови су врло танки. Иако су широки преко 250.000 , нису дебљи од 1,5 , па би се сав њихов материјал могао компресовати у тело промера 100 .
Кроз телескоп се најбоље виде прстенови A, B и C. Пукотина између два најизраженија прстена (A и B) се зове Касинијева пукотина, а много слабије изражена пукотина на спољном рубу A-прстена је добила име Енкеова пукотина. Пукотине су заправо орбите с неповољним резонанцама у односу на Сатурнове сателите, дакле имају исто порекло као и Кирквудове зоне у астероидном појасу.
Долазак Војаџера 1 и 2 донео је нове сазнања о прстеновима. Фотографије ове две летелице су показале да се прстенови састоје од чак стотињак хиљада мањих прстенчића. Чак су у Касинијевој пукотини пронађена 4 прстенчића. Откривена су и четири нова већа прстена: слабашан прстен унутар прстена C назван је D прстен док је прстену иза прстена A придружено слово F. Иза F прстена су пронађена још два слабија прстена: G и E.
Звезда Делта Шкорпиона прошла је (из перспективе Војаџера 2) иза F-прстена, па је праћење треперења ове звијезде омогућило одређивање детаљне структуре прстена Ф и то чак с 1000 пута бољом резолуцијом (разлучивости око 100 m) него што је било могуће остварити Војаџеровом камером. У F-прстену су откривена и подручја гдје се прстен састоји од више међусобно испреплетених нити, што се сматра утицајем сателита Прометеј.
Осим тога, уочене су и пролазне структуре у B-прстену, заправо таласи густине узроковане проласком неких од Сатурнових сателита.
Војаџерове фотографије су откриле и тајанствене „жбице“, које се окрећу око Сатурна као круто тело (прстенови се окрећу независно један од другога). Порекло им није објашњено, али се сматра да су везане уз магнетско поље Сатурна, јер имају период ротације као и магнетско поље (10 сати, 39 минута.). Док се Војаџер приближавао Сатурну, жбице су изгледале тамније од прстенова, но касније су из другог угла су изгледале светлије. Својство честица у жбицама да боље распршују светлост у смеру супротном од извора светлости показује да се ради о врло финој прашини.
Постоји веза између Сатурнових прстенова и сателита. Неки од сателита су „пастирски“, тј. чувају прстенове, а неки су одговорни за настанак пукотина у прстеновима. Атлас, Прометеј и Пандора су пастирски сателити. Пандора и Прометеј „чувају“ прстен F, а Пан се налази у Енкеовој пукотини.
Сатурн и његови прстенови најбоље се виде када се Сатурн налази у скорој опозицији. Прстенови привидно нестају уколико њихова равнина сече Земљу у време посматрања.
Тренутно постоје две теорије о томе како су прстенови настали. Прва теорија је теорија о распалом месецу, коју је поставио Едвард Рохе и настала је у 19. веку. Теорија на ослања на постулату да је један од Сатурнових природних сателита упао у ниску орбиту, испод Рохеове границе, тако да су га растргале Сатурнове плимне силе. Једна варијација ове теорије је да се месец распао након судара са кометом. Друга теорија ослања се на постулату да су прстени ту од настанка планета, те су остатак материје од оригиналне небуларне масе од које је Сатурн настао. Ова теорија данас није шире прихваћена јер се сматра да прстени током милиона година постану нестабилни, те да су због тога недавна творевина.
Сатурнов прстен E је врло тешко видљив чак и најбољим телескопима. Ширина му је као удаљеност између Земље и Месеца.

## Природни сателити
Сатурн има 274 позната сателита од којих 30 имају имена. Број сателита вероватно није потпун јер Сатурнови прстенови сметају у њиховом откривању са Земље.
Сви већи сателити, осим Фебе и Хипериона имају синхрону ротацију. Феба уз то има ретроградну те врло нагнуту путању, па се сумња да је заробљени астероид. Хиперион је једино тело у Сунчевом систему за које се зна да има хаотичну ротацију. Многи сателити су у међусобној резонанци: Мимас—Тетис (1:2), Енкелад—Диона (1:2) и Титан—Хиперион (3:4).
Тридесет Сатурнових сателита су, по удаљености од Сатурна: Пан, Атлас, Прометеј, Пандора, Епиметеј, Јан, Мимас, Енкелад, Тетида, Телесто, Калипсо, Диона, Хелена, Реја, Титан, Хиперион, Јапет, Кивиок, Ижирак, Феба, Палиак, Скади, Албиорикс, Ериапо, Сиарнак, Тарвос, Мундилфари, Суттунг, Трјум, Имир и S/2003S1.
Сатурнови природни сателити подељени су у групе, које носе име по најистакнутијем сателиту:
- Група Јан које сачињава: Јан, Мимас, Енкелад, Тетида, Диона, Реја, Титан, Хиперион
- Група Сајарнак (Siarnaq): Кивиок, Ижирак, Палиак, Албиорикс, Ериапо, Сиарнак и Тарвос
- Група Феба: Феба, Скади, S/2003S1, Мундилфари, Суттунг, Трјум и Имир

## Историја људског истраживања
Сатурн је, због свог сјаја, познат још од праисторије. Галилео Галилеј је, 1610. године, први усмерио телескоп према њему. Због несавршености првих телескопа, Галилео није препознао прстенове, већ је мислио да се ради о три тијела. Посебно се закомпликовало посматрање у време проласка Земље кроз равнину прстенова, када су они привидно нестали (јер су врло танки), што је збунило Галилеја. Тек је 1659. године холандски астроном Кристијан Хајгенс у Сатурновом необичном облику препознао прстенове. Хајгенс је објаснио да је њихово нестајање и мењање узроковано променом нагиба орбите Земље према Сатурну током њихових путања око Сунца.
Италијански астроном Ђовани Доменико Касини је 1675. открио пукотину у прстеновима, па се та пукотина између прстенова A и B данас назива по њему Касинијевом пукотином. И други размаци између прстенова носе имена по астрономима који су их открили или учествовали у истраживању Сатурна (Герин, Хајгенс, Максвел, Енке).
Сатурн су до сада посетиле 4 летелице: Пионир 11 (1979), Војаџер 1 (1980), Војаџер 2 (1981) и Касини—Хајгенс. Летелица Касини је ушла је 1. јула 2004. у орбиту око Сатурна и почела 4-годишњу мисију истраживања Сатурна, његових прстенова, магнетосфере и сателита. Касини је носила сонду Хајгенс која је почетком 2005. бачена у атмосферу Сатурновог највећег сателита Титана.